# Hazárd megye lordjai: Irány Hollywood!
A Hazárd megye lordjai: Irány Hollywood! (eredeti cím: The Dukes of Hazzard: Hazzard in Hollywood) 2000-ben bemutatott amerikai tévéfilm, az 1985-ben befejezett Hazárd megye lordjai című sorozat és az 1997-es Hazárd megye lordjai: A visszatérés című tévéfilm folytatása. A filmet Bradford May rendezte a sorozatot megalkotó Gy Waldron, valamint Bob Clark által írt forgatókönyv alapján. A történet során a Duke fiúk Hollywoodba utaznak, hogy pénzt szerezzenek a városhoz, miközben egy ellenség bérgyilkosokkal próbálja megöletni őket. A sorozat főbb karakterei mind visszatértek, úgy mint John Schneider, Tom Wopat, Catherine Bach, James Best és Sonny Shroyer.
A filmet az Amerikai Egyesült Államokban a CBS adta le 2000. május 19-én, Magyarországon először az RTL Klub mutatta be 2006. január 1-jén. A film és előzménye, a Hazárd megye lordjai: A visszatérés később egy közös DVD-n is megjelenésre került 2008. június 10-én. Ez volt az utolsó alkalom, hogy az eredeti sorozat stábja összejött, a sorozat negyedik évadának DVD kiadásán tett interjúban ugyanis a Luke-ot játszó Tom Wopat azt nyilatkozta, hogy a Hoggot játszó Sorrell Booke és a Jesse Duke-ot játszó Denver Pyle halála után úgy érezte, hogy már nincs meg úgy a kémia a megmaradt színészek közt.

## Cselekmény
A film a Hazárd megye lordjai: A visszatérés befejezése után játszódik, a kezdetén a Duke testvérek, Bo és Luke épp a Hazárd megyei fesztiválon vesznek részt, ahol többek közt a countrysztár Toby Keith is fellépett. Az eseményt azonban megzavarja a város egykori korrupt vezetőjének, a megboldogult Hoggnak az egyik régi ellensége, Ezra Bushmaster, aki jelentős összeget adományoz a városi kórház részére, azzal az egy feltétellel, hogy a város egy megadott határidőn belül saját erőből kiegészíti azt. A fiúk egy ötlettől vezérelve Hollywood felé veszik az irányt, hogy countryzenét árusítva próbálják összehozni a maradék pénzt, ebben pedig segítségükre van régi ellenségük, Rosco P. Coltane seriff és helyettese, Enos Strate is. Azonban Ezra minden áron meg akarja akadályozni a fiúkat, ezért bérgyilkosokat fizet le, hogy próbálják meg eltenni a Duke-okat láb alól.

## Szereplők
| Színész             | Szerep            | Magyar hang         |
| ------------------- | ----------------- | ------------------- |
| Tom Wopat           | Luke Duke         | Schnell Ádám        |
| John Schneider      | Bo Duke           | Bozsó Péter         |
| Catherine Bach      | Daisy Duke        | Majsai-Nyilas Tünde |
| Sonny Shroyer       | Enos Strate       | Juhász György       |
| James Best          | Rosco P. Coltrane | Orosz István        |
| Ben Jones           | Cooter Davenport  |                     |
| Rick Hurst          | Cletus Hogg       |                     |
| Aleksandr Kuznetsov | Igor              |                     |
| Kristof Konrad      | Misha             |                     |
| Sven Holmberg       | Sergei            |                     |
| Mac Davis           | Mesélő            |                     |
| Anita Cochran       | Anita Blackwell   |                     |
| Patricia Manterola  | Gabriela          |                     |
| Nicolas Coster      | Ezra Bushmaster   |                     |